# コスモス212号
コスモス212号（ロシア語: Космос 212, Kosmos 212）はソユーズ計画における無人試験機の1つである。
1968年4月14日に打上げられ、翌15日にコスモス213号と自動ドッキングを行った。その後212・213号は両方共にソ連領土内に着陸した。
有人宇宙船試験・開発以外にも、外宇宙・大気上層・地球といった科学研究を目的としており、これらのデータはマルチチャンネル・テレメトリー・システムで地球へ中継された。

## ミッション情報
- 機体：Soyuz 7K-OK
- 質量：6,530 kg
- 乗員：なし
- 打上げ：1968年4月14日 10:00:00（UTC）
- 着陸：1968年4月19日 08:10（UTC）
- 近地点：186 km
- 遠地点：225 km
- 軌道傾斜角：51.7°
- 周期：88.75分
- NSSDC ID：1968-029A